# Paralephana umbrata
Paralephana umbrata là một loài bướm đêm trong họ Noctuidae.